# 尼克·莫蘭
尼可拉斯·詹姆斯·「尼克」·莫蘭（英語：Nicholas James "Nick" Moran，1969年11月23日—）是一位英格蘭男演員、作家、製片人和導演。他出演過的著名電影包括《兩根槍管》和《哈利波特》系列電影。莫蘭出生在倫敦東區。

## 外部連結
- 尼克·莫蘭在互联网电影资料库（IMDb）上的資料（英文）